# Novhorod-Sivers'kyj
Novhorod-Sivers'kyj (in ucraino Новгород-Сіверський?; in russo Новгород-Северский?, Novgorod-Severskij) è una città ucraina (12 375 abitanti), fondata nel 989, nel distretto di Novhorod-Sivers'kyj, nell'oblast' di Černihiv, in Ucraina. Ospita l'amministrazione della comunità territoriale di Novhorod-Sivers'kyj, una delle comunità territoriali dell'Ucraina.
Fino al 18 luglio 2020 Novhorod-Sivers'kyj era classificata come città di rilevanza regionale e apparteneva al comune di Novhorod-Sivers'kyj, che non apparteneva ad alcun distretto. Nell'ambito della riforma amministrativa dell'Ucraina, che ha ridotto a cinque il numero dei distretti dell'oblast' di Černihiv, la città è stata fusa nel distretto di Novhorod-Sivers'kyj.
Il principale edificio di culto della città è la cattedrale della Trasfigurazione.